# اینتوئتیو مشینز
اینتوئتیو مشینز (انگلیسی: Intuitive Machines) شرکت هوافضای آمریکایی است، که در سال ۲۰۱۳ توسط کمال غفاریان تأسیس شد.
شرکت اینتوئتیو مشینز یک شرکت اکتشاف فضایی آمریکایی است که دفتر مرکزی آن در هوستون، تگزاس قرار دارد. این شرکت در سال ۲۰۱۳ توسط استفن آلتموس، کمال غفاریان و تیم کرین، برای ارائه اکتشافات تجاری و دولتی ماه تأسیس شد. امروزه این شرکت دسترسی به سطح ماه را برای حمل و نقل و تحویل محموله، خدمات انتقال داده و زیرساخت به عنوان سرویس ارائه می‌دهد. شرکت اینتوئتیو مشینز سه قرارداد ناسا را تحت طرح خدمات تجاری محموله ماه آژانس فضایی، برای تحویل محموله‌ها به سطح ماه، در اختیار دارد.